# 呂利山麓
70°49′S 69°38′W / 70.817°S 69.633°W
呂利山麓（英語：Lully Foothills）是南極洲的山峰，位於亞歷山大一世島中西部，全長28公里，從維瓦爾第冰川延伸至勒梅山脈，以法國作曲家讓-巴普蒂斯特·呂利命名。